# クッキンアイドル アイ!マイ!まいん! まいん歌のレシピ6
『クッキンアイドル アイ!マイ!まいん! まいん歌のレシピ(6)』（クッキンアイドル アイ!マイ!まいん! まいんうたのレシピろく）は、福原遥のコンピレーション・アルバムである。2012年3月14日にキングレコードから発売された。

## 内容
福原遥が主人公の柊まいんとして出演しているNHK・Eテレの料理番組『クッキンアイドル アイ!マイ!まいん!』で歌った曲を集めたCDアルバムの第6弾。

## 収録曲

### CD
1. ショコラ・ドゥ・マドモワゼル
2. チェンジ!
3. 星空のフラメンコ
4. BUGBUGダンシング
5. クッキンドリーム
6. パーティーはもうすぐ
7. たまねぎの気持ち
8. クルリの瞬間
9. ふっくらマフィン
10. ありがとう×サンキュー
11. 笑顔のタネ
12. It's ハッピースマイル!
13. 笑顔のキッチン
14. 一緒に作ろうよ
15. ひなちゃん挑戦!
16. はじまるよ～
17. 今日もワクワク
18. 和の味だね～
19. ヒーロー誕生!
20. ダ～メダメ～
21. いやな予感が…
22. ドタドタバタバタ
23. もういいよぉ～
24. 小さな輝き
25. おだやかな気分
26. とにかくチャレンジよ!
27. 優しさがいっぱい
28. よかったよかった
29. ワクワク♡キッチンカーニバル～ワールドミックス～

### DVD
1. ワクワク♡キッチンカーニバル 〜ワールドミックス〜（ショートバージョン）
2. ワクワク♡キッチンカーニバル 〜ワールドミックス〜（ショートバージョン、カラオケ＋歌詞付き）